# Вашингтон, окръг Колумбия (сериал)
„Вашингтон, окръг Колумбия“ (на английски: The District) е американски сериал. Излъчването му е от 7 октомври 2000 г. до 1 май 2004 г. по CBS.

## „Вашингтон, окръг Колумбия“ в България
В България първи и втори сезон се излъчиха по Нова телевизия с дублаж на български. Ролите се озвучават от артистите Татяна Захова, Милена Живкова, Васил Бинев, Любомир Младенов и Борис Чернев.
Първите два сезона бяха повторени по Fox Crime малко след стартирането на канала. На 8 октомври 2010 г. започна трети сезон, всеки делник от 19:40 с повторение от 10:20, а също в събота и неделя от 07:45 и 14:20. Той завърши на 8 ноември, а веднага след него на 9 ноември започна четвърти сезон, който приключи на 8 декември. Дублажът е на студио Доли, а артистите са същите. В трети и четвърти сезон покойният Борис Чернев е заместен от Илиян Пенев.
Всичките четири сезона се излъчиха по AXN със субтитри на български.
Повторенията на сериала се излъчиха и по AXN Crime.